# Cabanas do Palatino

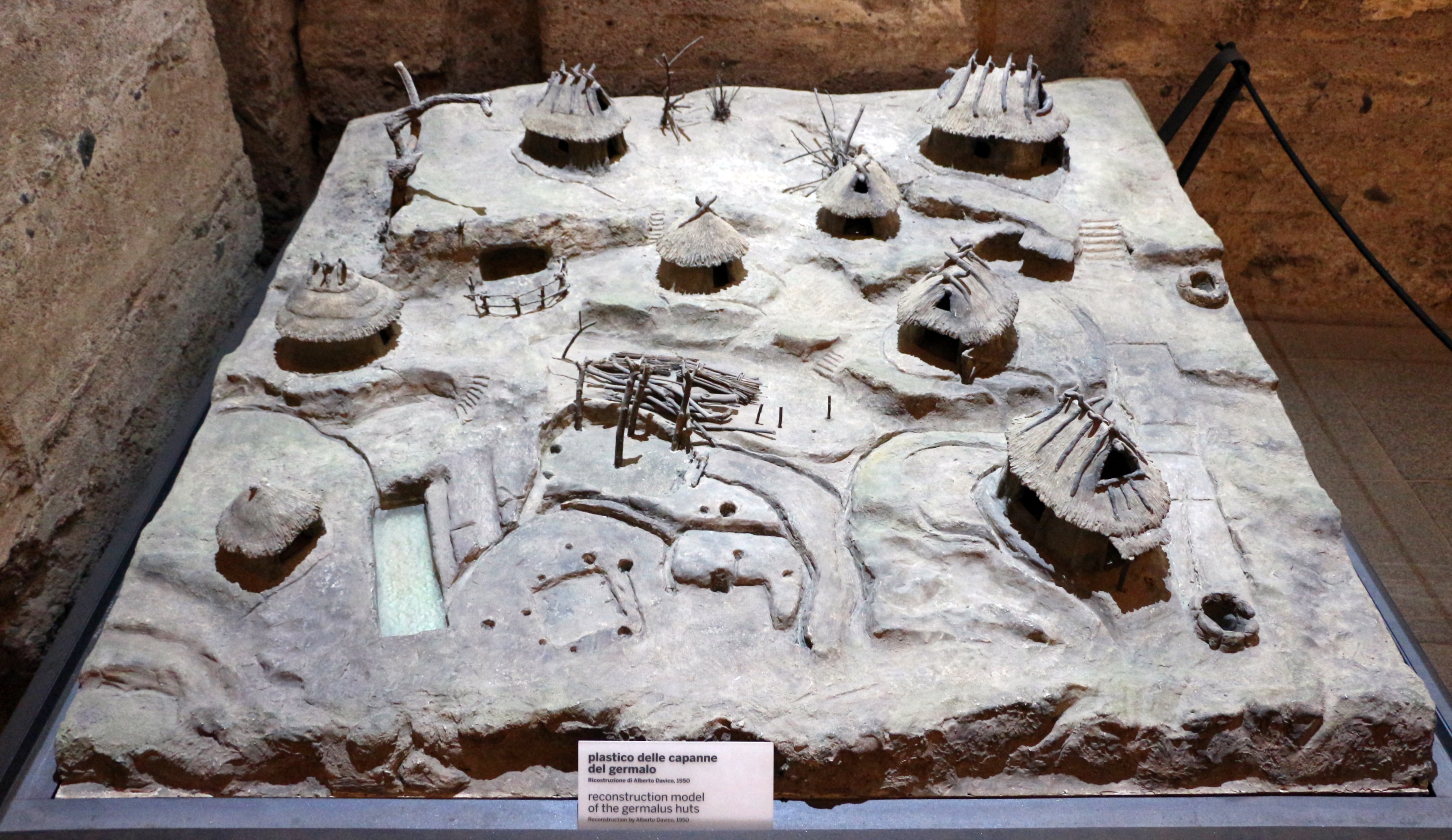
Cabanas do Palatino numa maquete no Antiquário Palatino

Cabanas do Palatino é são três fundações de cabanas do século VIII a.C. escavadas na rocha de tufo do monte Palatino, no rione Campitelli de Roma. Elas foram descobertas em 1948 na área do Templo de Magna Mater e são as melhores ruínas sobreviventes dos primeiros assentamentos na cidade da primeira e segunda idade do ferro (do século X à metade do século VII a.C.) — outros exemplos estão no Fórum Boário e na encosta do monte Vélia.

## Estrutura
As cabanas foram construídas depois de uma regularização do solo rochoso, escavando uma plataforma no tufo, plana e circundada por um canal para o escoamento da água da chuva. Sobre esta fundação foram escavados os buracos destinados aos postes de madeira (geralmente seis) que formavam a estrutura interna da habitação — esta estrutura é conhecida através de urnas cinerárias contemporâneas que repetiam o formato das cabanas e são conhecidas, por isto, como "urnas de cabana", típicas da cultura lacial. A planta era oval, com um ou dois postes no centro para sustentar a cobertura. Elas também contavam com uma canaleta ao longo de todo o perímetro para escoamento de água e com um pequeno pórtico diante da entrada constituído por dois postes e uma cobertura.
Esta conformação, presente em outros sítios arqueológicos da Etrúria meridional, é confirmada também por outras descobertas, em outros locais, de urnas funerárias de cabana (em Vulcos e Tarquínia, por exemplo). As paredes provavelmente eram de lama, palha e juncos, com um teto emoldurado por traves inclinadas apoiadas por uma viga central. No centro da cabana ficava uma fogueira, fato confirmado por restos carbonizados encontrados no local, cuja fumaça escapava, de acordo com estudo do formato das urnas cinerárias, por uma abertura no teto. É possível que as paredes laterais também tivessem outras janelas. As cabanas foram utilizadas pelo menos até a metade do século VII a.C. e o último exemplo encontrado é da segunda metade do século VI a.C..
Nas imediações, do lado da chamada "Casa de Lívia", foi descoberto um túmulo do século X a.C. e uma cisterna escavada no tufo e coberta por uma falsa cúpula, datada do século VI a.C.. Alguns estudiosos defendem que estes restos estão ligados ao vilarejo do qual fazem parte as cabanas descobertas, conhecido como "Roma Quadrada".

## Extratos sucessivos
Nas cabanas ficava o santuário conhecido como "Casa de Rômulo" (em latim: Casa Romuli), reconstruído e restaurado inúmeras vezes ainda na Antiguidade, confirmando o que as lendas antigas haviam afirmado através das escavações. Plutarco conta que na vizinhança crescia o corniso sagrado, o mesmo que o próprio Rômulo havia plantado utilizando uma muda do Aventino para provar que o local era fértil. O toco remanescente estava fincado no solo em grande profundidade, perto das "futuras" cabanas e ninguém que tentou extraí-lo conseguiu. A terra era tão fértil ali que vários brotos surgiram no local e depois uma planta enorme. Esta árvore se tornou sagrada para os romanos e foi tratada por várias gerações subsequentes como uma das relíquias mais sagradas da cidade, a ponto de ser protegida por um muro.
No extrato seguinte foram encontrados muros em opera quadrata de tufo que não estão alinhadas em paralelo e convergem para um centro hipotético: talvez um teatro construído por Caio Cássio Longino em 154 a.C. entre o Palatino e o Lupercal, demolido quase que imediatamente depois de construído pelo cônsul Públio Cornélio Cipião Násica, que temia grandes reuniões do povo em lugares públicos. A escolha do local foi provavelmente consequência da proximidade do Templo de Magna Mater ("Templo de Cibele"), diante do qual eram realizados espetáculos teatrais durante os Ludi Megalenses (ou Megalesia).
Em seguida, foi construída no local a Casa de Augusto. O muro de contenção do terraço vizinho que sustenta a encosta do morro, em opera quadrata de tufo de Fidene e de Grotta Oscura, é do início do século IV a.C..